# Balatonfenyves, Somogy
Balatonfenyves  este un sat în districtul Fonyód, județul Somogy, Ungaria, având o populație de 2.024 de locuitori (2011). 

## Demografie
Componența etnică a satului Balatonfenyves
     Maghiari (93,53%)
     Germani (3,77%)
     Romi (1,44%)
     Necunoscut (0,19%)
     Alții (1,07%)
Componența confesională a satului Balatonfenyves
     Romano-catolici (44,91%)
     Fără religie (7,21%)
     Reformați (4,45%)
     Atei (1,19%)
     Necunoscută (40,96%)
     Alte religii (1,58%)
Conform recensământului din 2011, satul Balatonfenyves avea 2.024 de locuitori. Din punct de vedere etnic, majoritatea locuitorilor (93,53%) erau maghiari, existând și minorități de germani (3,77%) și romi (1,44%). Apartenența etnică nu este cunoscută în cazul a 0,19% din locuitori. Nu există o religie majoritară, locuitorii fiind romano-catolici (44,91%), persoane fără religie (7,21%), reformați (4,45%) și atei (1,19%). Pentru 40,96% din locuitori nu este cunoscută apartenența confesională.